# ماتریس فاصله
در ریاضیات، علوم کامپیوتر و نظریه گراف، ماتریس فاصله یک ماتریس (یک آرایه دوبعدی) حاوی فاصله‌ها است. که هر درایه (ماتریس) آن با یک زوج از اعداد مشخص می‌شود.
اندازه این ماتریس N*N خواهد بود که N تعداد نقاط، گره‌ها یا راس‌ها است (معمولاً در گراف).

## مقایسه با ماتریس‌های مشابه

### مقایسه با ماتریس مجاورت
ماتریس فاصله با ماتریس مجاورت در ارتباط است با این تفاوت که ۱) در ماتریس مجاورت تنها می‌دانیم که کدام راس‌ها به هم متصل هستند و هیچ اطلاعی از میزان هزینه و فاصله راس‌ها از هم نداریم. ۲) در ماتریس فاصله درایه‌ای کوچکتر است که فاصله آن‌ها کمتر باشد.

### مقایسه با ماتریس فاصله اقلیدسی
بر خلاف ماتریس فاصله اقلیدسی، لازم نیست ماتریس فاصله حتماً متقارن باشد  (لازم نیست مقدار درایه {\displaystyle X_{ij}} برابر درایه {\displaystyle X_{ji}} باشد). در ماتریس فاصله لازم نیست که مقادیر حقیقی غیر منفی باشند ولی در ماتریس فاصله اقلیدسی درایه‌ها باید اعداد حقیقی غیر منفی باشند. در ماتریس فاصله برحسب استفاده خاصی که از آن می‌کنیم ممکن است درایه‌ها مقادیر منفی، صفر یا اعداد مختلط بگیرند. اگر چه در اکثر مواقع ماتریس فاصله در روی قطر اصلی دارای مقدار صفر است ولی می‌تواند مقادیر غیر صفر را نیز روی قطر اصلی داشته باشد.

## مثال و کاربرد

### مثال ۱
به عنوان مثال  فرض کنید داده‌های زیر باید آنالیز شوند با این فرض که فاصله اقلیدسی پیکسل‌ها همان مقادیر درایه‌های ماتریس فاصله باشد.

Raw data

ماتریس فاصله به صورت زیر خواهد بود:
|   | a   | b   | c   | d   | e   | f   |
| - | --- | --- | --- | --- | --- | --- |
| a | 0   | 184 | 222 | 177 | 216 | 231 |
| b | 184 | 0   | 45  | 123 | 128 | 200 |
| c | 222 | 45  | 0   | 129 | 121 | 203 |
| d | 177 | 123 | 129 | 0   | 46  | 83  |
| e | 216 | 128 | 121 | 46  | 0   | 83  |
| f | 231 | 200 | 203 | 83  | 83  | 0   |

### مثال 2
تصویر زیر نقشه گرمایی که به صورت گرافیکی نشان داده شده‌است. در این تصویر، رنگ سیاه نشان دهنده فاصله صفر است و سفید نشان دهنده ماکسیمم فاصله است.

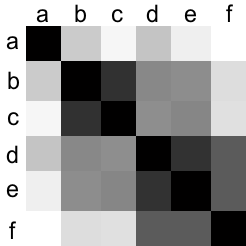
تصویر گرافیکی

## کاربرد در بیوانفرماتیک
در بیوانفرماتیک، از ماتریس فاصله برای نشان دادن فاصله بین دو دنباله از  اسید آمینه‌ها و پروتئین‌ها استفاده می‌شود.  از ماتریس فاصله جهت شناسایی ساختار و دنباله یک پروتئین خاص جهت مشخص کردن ساختار پروتیئن برای NMR  یا پراش اشعه ایکس  بهره برده می‌شود .